# Peponium betsiliense
Peponium betsiliense är en gurkväxtart som beskrevs av Keraudr. Peponium betsiliense ingår i släktet Peponium och familjen gurkväxter. Inga underarter finns listade i Catalogue of Life.